# 上田雅美
上田 雅美（うえだ まさみ、1974年11月19日 - ）は、主にゲームミュージックを手がける作曲家。男性。ニックネームは、「うえぽん」。
株式会社カプコン、クローバースタジオ株式会社、SEEDS株式会社を経て、プラチナゲームズ株式会社に所属。
2018年、プラチナゲームズ株式会社を退社しフリーランスとして独立。同年12月にゲームサウンド制作会社、MIYABI GAME AUDIO 株式会社を設立し代表取締役に就任した。
過去にweapon.org（ウエポンオルグ）というゲーム攻略サイトを開設していたこともある。

## 作品
- 見てしんぜよう（1995年、AC）
- バイオハザード（1996年3月22日、PS）サウンド コンポジション / アレンジメント[1]
- バイオハザード2（1998年1月29日、PS）ミュージックコンポジション[2]
- トリッキー スライダーズ（1999年2月4日、PS）
- バイオハザード3 LAST ESCAPE（1999年9月22日、PS）ミュージックコンポジション・チーフ
- デビルメイクライ（2001年8月23日、PS2）チーフコンポーザー
- biohazard リメイク版（2002年3月22日）TVCMコンポジション
- 超魔界村R（2002年7月19日、GBA）[3]
- ビューティフル ジョー（2003年6月26日、GC）ミュージックコンポジション
- 『逆転裁判＋逆転裁判2』『逆転裁判3』『逆転おまけディスク』（2004年3月31日、サウンドトラック）マスタリング / アレンジメント[4]
- ビューティフル ジョー2 ブラックフィルムの謎（2004年12月16日、PS2・GC）コンポーザー
- 大神（2006年4月20日、PS2）リードコンポーザー
- ベヨネッタ（2009年10月29日、Xbox 360・PS3・Wii U、PC）コンポーザー
- VANQUISH（2010年10月21日、PS3・Xbox 360）TVCMコンポジション（世界観篇のみ）
- ベヨネッタ2（2014年9月20日、Wii U）リードコンポーザー
- TRANSFORMERS: Devastation（2015年10月6日 国内未発売、PS4・PS3・Xbox One、Xbox 360、PC）サウンドディレクション / インプリメンテーション
- TEENAGE MUTANT NINJA TURTLES: Mutants in Manhattan（2016年5月24日 国内未発売、PS4・PS3・Xbox One・Xbox 360・PC）サウンドディレクション / インプリメンテーション
- NieR:Automata（2017年2月23日、PS4・PC）インプリメンテーション
- 大乱闘スマッシュブラザーズ SPECIAL（2018年12月7日、Nintendo Switch）アレンジメント